# Lasioglossum luridipes
Lasioglossum luridipes är en biart som först beskrevs av Joseph Vachal 1892.  Lasioglossum luridipes ingår i släktet smalbin, och familjen vägbin. Inga underarter finns listade i Catalogue of Life.